# Roman Bukartyk

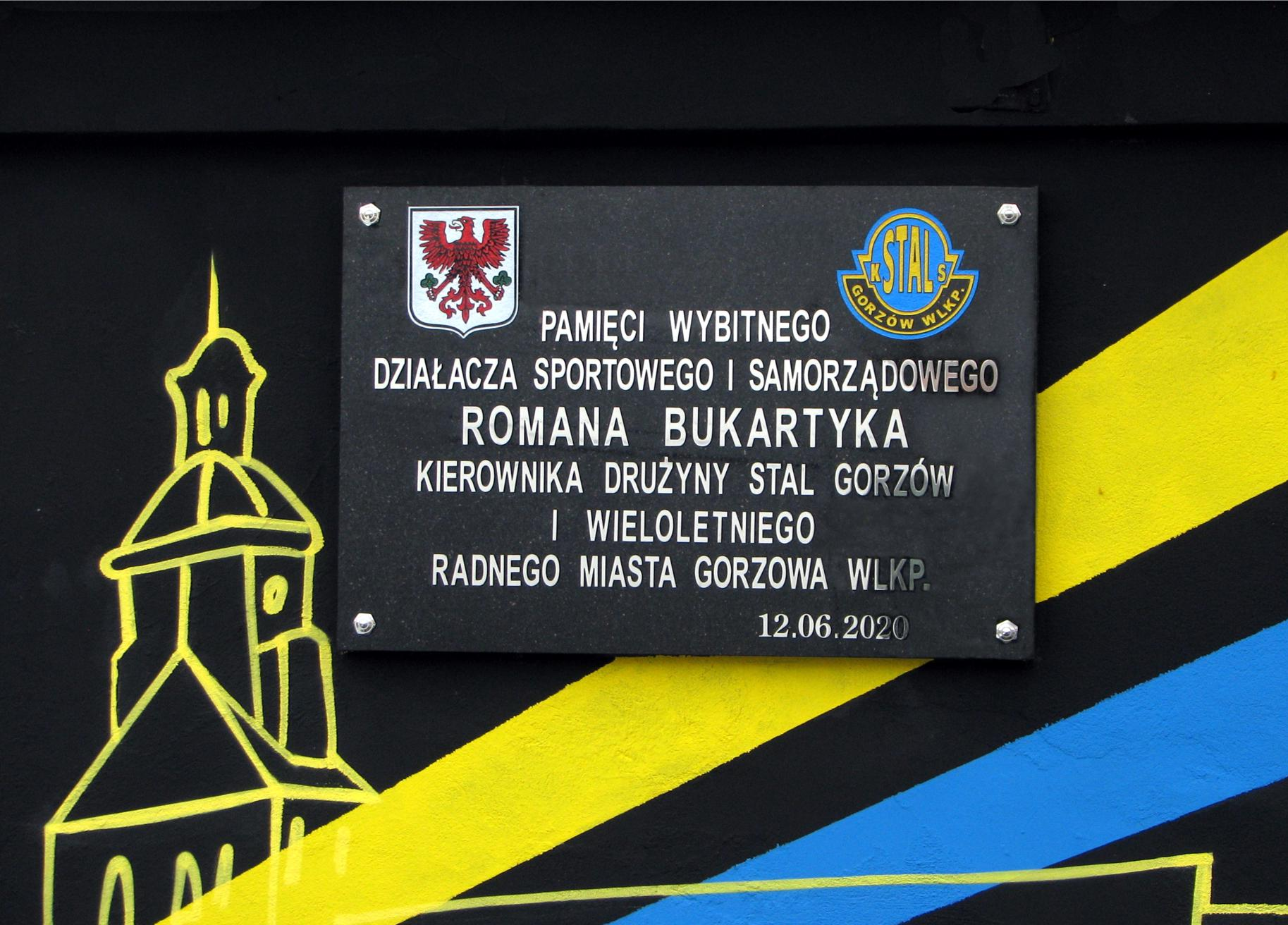
Tablica pamiątkowa na ogrodzeniu stadionu żużlowego w Gorzowie Wlkp.

Roman Józef Bukartyk (ur. 12 stycznia 1937 we Lwowie, zm. 3 kwietnia 2020 w Gorzowie Wielkopolskim) – polski samorządowiec, działacz polityczny, sportowy i społeczny, urzędnik.

## Życiorys
W 1945 roku wraz z rodzicami osiedlił się w Wieprzycach koło Gorzowa Wlkp. Był absolwentem gorzowskiego Liceum Pedagogicznego oraz Wyższej Szkoły Nauczycielskiej w Zielonej Górze, w której w latach 70. XX wieku studiował historię i otrzymał dyplom z nr 1. Po ukończeniu liceum podjął pracę pedagogiczną i działalność w organizacjach młodzieżowych.
Mając niespełna 15 lat rozpoczął pracę zarobkową w PFWS nr 5 (GZWS „Stilon”) w Gorzowie Wlkp. Jako młody człowiek został przewodniczącym Gromadzkiej Rady Narodowej w Wieprzycach. Na przełomie lat 60. i 70. XX wieku był zatrudniony w Prezydium Powiatowej Rady Narodowej w Gorzowie Wlkp. jako kierownik Wydziału Spraw Wewnętrznych (od 1964) i sekretarz (1971). Na stanowisku dyrektora Wydziału do Spraw Wyznań pracował w Urzędzie Wojewódzkim w Zielonej Górze (lata 1972–1974) oraz w Urzędzie Wojewódzkim w Gorzowie Wlkp. (lata 1981–1990).
W 1955 roku został członkiem Polskiej Zjednoczonej Partii Robotniczej oraz Związku Młodzieży Polskiej, a następnie – po likwidacji ZMP w 1957 roku – Związku Młodzieży Socjalistycznej, pełniąc m.in. funkcje I sekretarza Komitetu Miasta i Powiatu ZMS w Gorzowie Wlkp. oraz sekretarza Komitetu Wojewódzkiego ZMS w Zielonej Górze. W 1974 roku został sekretarzem ds. propagandy w gorzowskim Komitecie Miasta i Powiatu PZPR. W latach 1975–1981 pracował w Komitecie Wojewódzkim PZPR w Gorzowie Wlkp., kierując Wydziałem Pracy Ideologicznej (1975), Wojewódzkim Ośrodkiem Kształcenia Ideologicznego (1975-1978) oraz Wydziałem Organizacyjnym (1978). W roku 1978 został wybrany członkiem Sekretariatu KW PZPR, a w roku 1980 jego sekretarzem.
Po zmianie ustroju pozostał związany z lewicą. Był współzałożycielem i przewodniczącym Lubuskiego Zarządu Wojewódzkiego Stowarzyszenia Pokolenia oraz członkiem Sojuszu Lewicy Demokratycznej. W latach 1998–2010 był radnym gorzowskiej Rady Miasta, w kadencji 2002–2006 pełnił funkcję przewodniczącego Komisji Edukacji, Kultury i Sportu.
Należał do Gorzowskiego Towarzystwa Naukowego oraz Gorzowskiego Towarzystwa Kultury. Działał w klubach sportowych. W latach 1964–1975 był kierownikiem żużlowej drużyny Stali Gorzów – w tym okresie zespół trzykrotnie zdobywał drużynowe mistrzostwo Polski (1969, 1973, 1975), a sześciokrotnie wicemistrzostwo (1964, 1965, 1966, 1968, 1971, 1974). Związał się również z klubem Stilon Gorzów, w którym do 1996 roku pełnił funkcję wiceprezesa ds. piłki nożnej. Otrzymał honorowe członkostwo Gorzowskiego Okręgowego Związku Piłki Nożnej oraz Lubuskiego Związku Piłki Nożnej.
Został odznaczony oficerskim (1998) i komandorskim (2005) krzyżem Orderu Odrodzenia Polski oraz Krzyżem Zasługi. Otrzymał również m.in. złote Odznaczenie im. Janka Krasickiego, Odznakę Honorową „Za zasługi dla woj. lubuskiego” (2015) oraz złote odznaki PZPN, GOZPN i Polskiego Związku Motorowego.
Pochowany na Cmentarzu Komunalnym w Gorzowie Wielkopolskim (27B/3/29).